# La Hoube
La Hoube est un village de la commune française de Dabo dans le département de la Moselle.

## Géographie
Établi à 625 mètres d’altitude, c'est le village situé le plus haut du département de la Moselle.

## Toponymie
- En allemand : Hub.
- Anciennes mentions : Haube (1751)[2], Hoube (1793)[3].

## Histoire
Dépendait du comté de Dabo.
Entre 1790 et 1794, La Hoube est réuni avec Schaeferhof à la commune de Dabo.

## Édifice religieux
- Église Saint-Pierre[4]